# 阿列克謝耶夫斯科耶湖 (庫尼亞區)
55°52′11″N 31°17′26″E / 55.86972°N 31.29056°E
阿列克謝耶夫斯科耶湖（俄语：Алексеевское），是俄羅斯的湖泊，位於該國西北部，由普斯科夫州負責管轄，處於庫尼亞區，面積1.1平方公里，海拔高度176.4米，集水區面積15.7平方公里，平均水深8米，最大水深16.4米。